# Список умерших в 1349 году

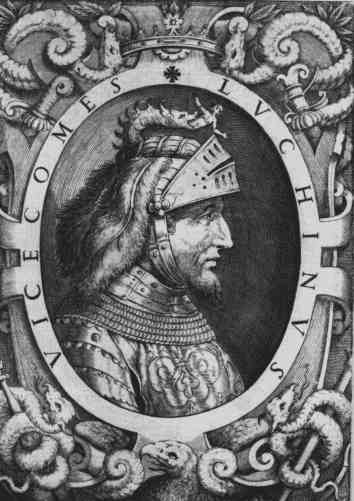
Лукино Висконти

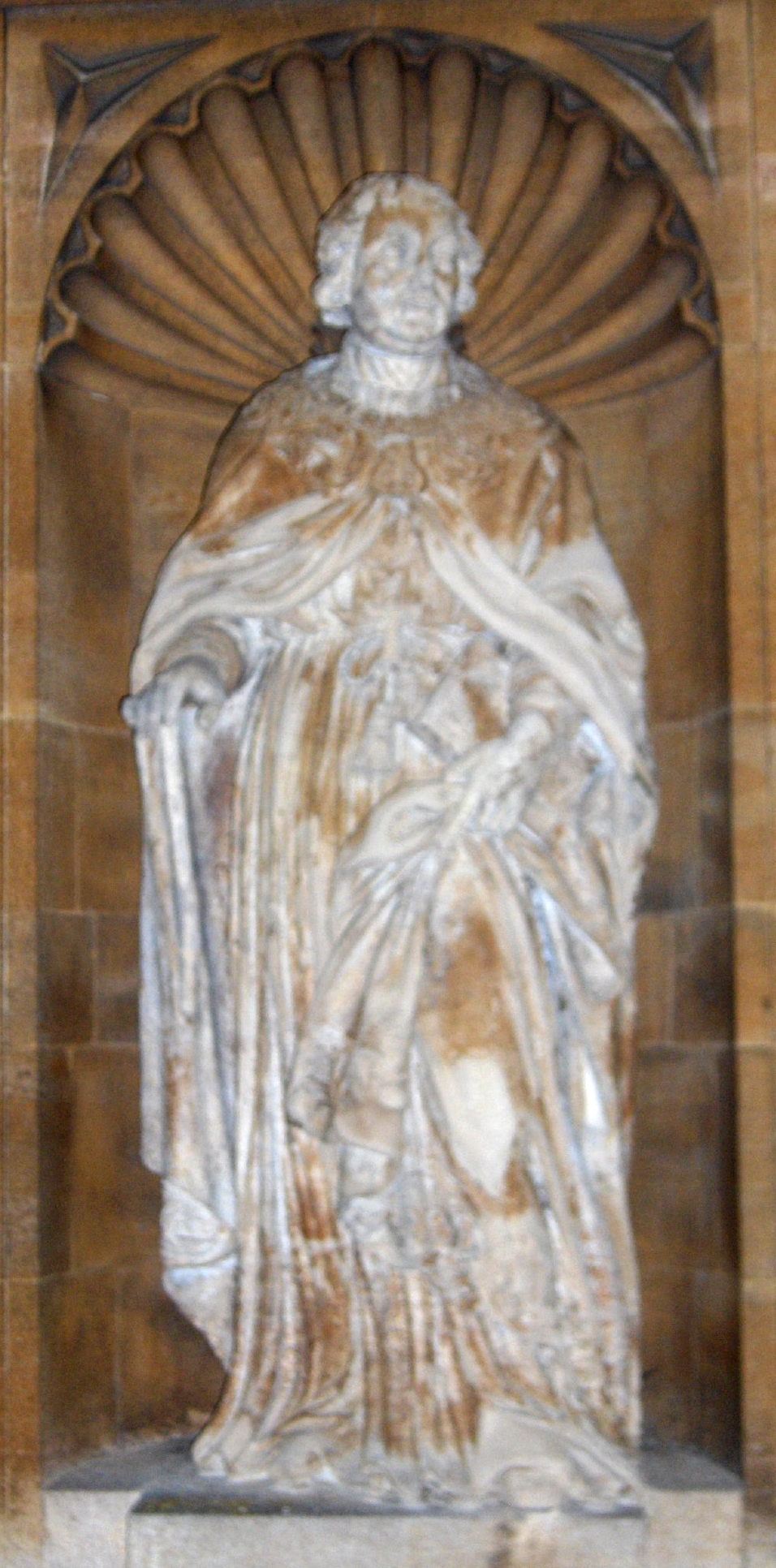
Роберт де Эглсфилд

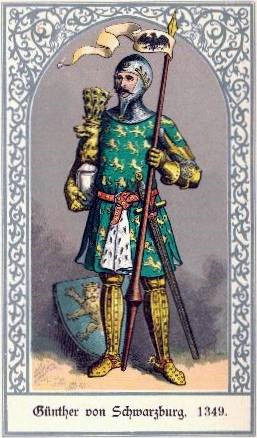
Гюнтер фон Шварцбург

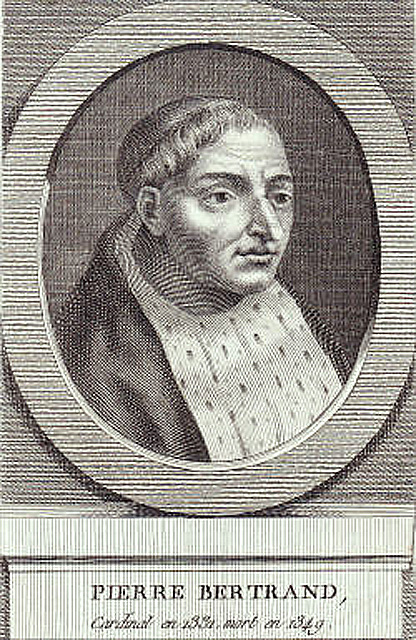
Пьер Бертран

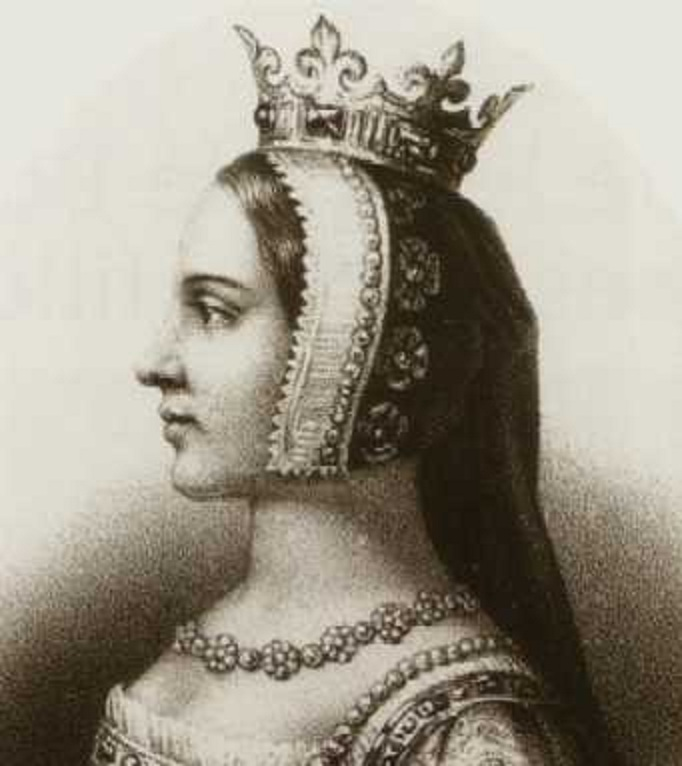
Бонна Люксембургская

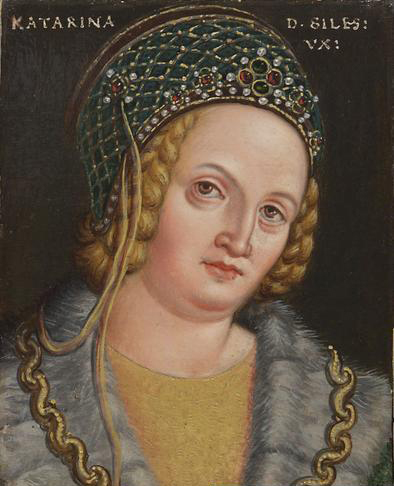
Екатерина Австрийская

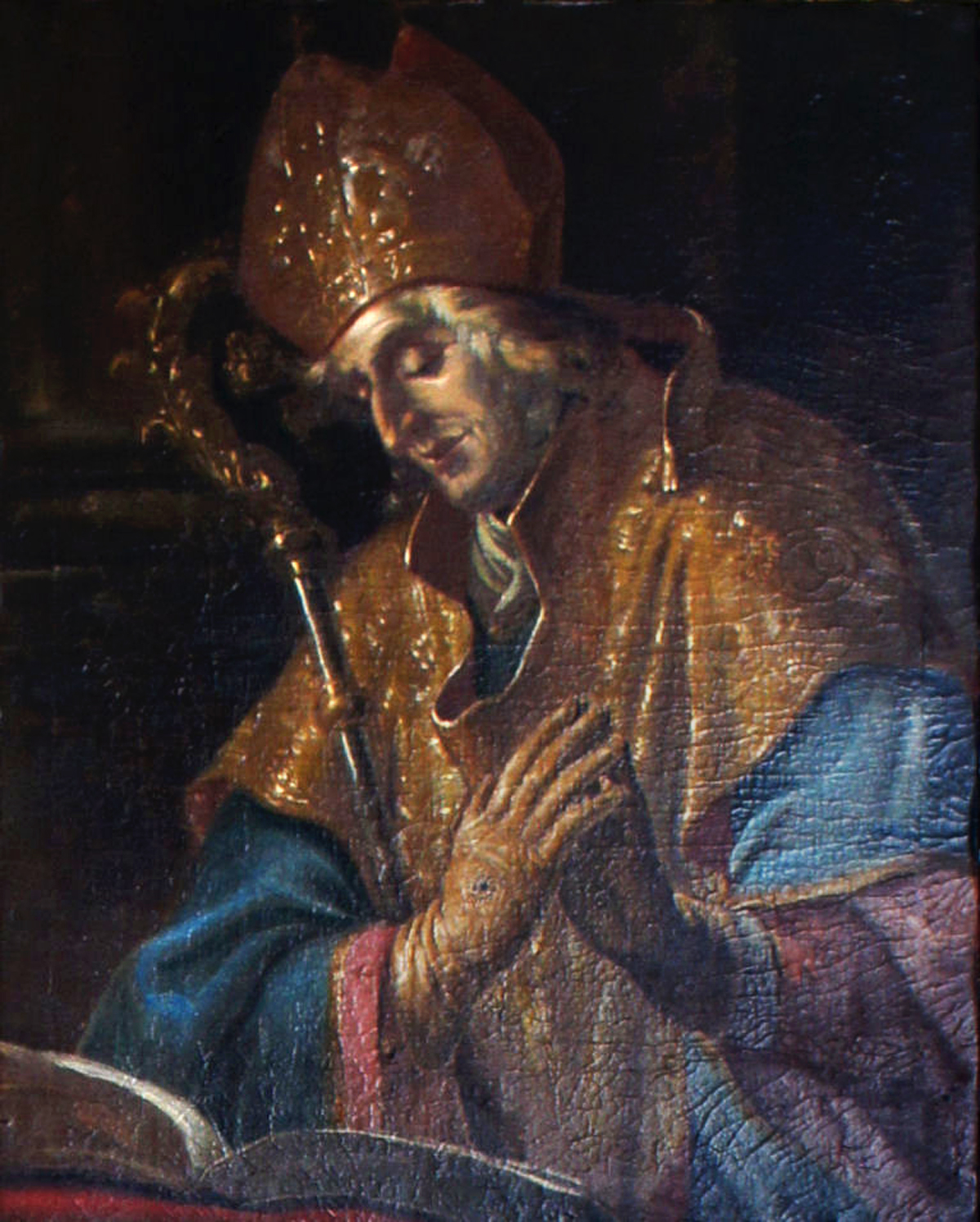
Иоганн Хаке

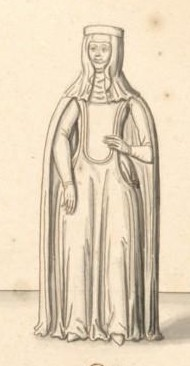
Жанна (Иоанна, Хуанна) II Французская

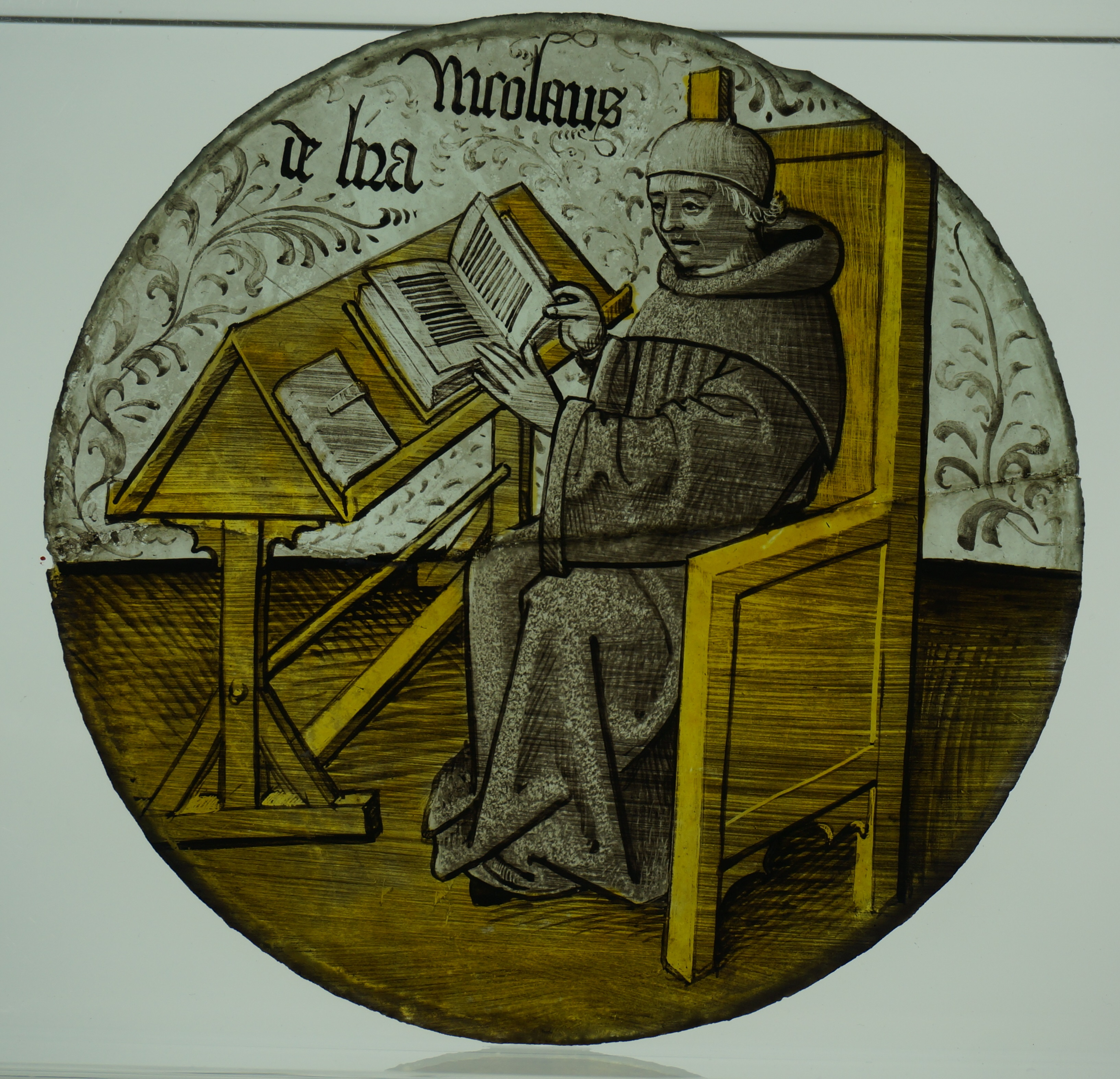
Николай де Лира

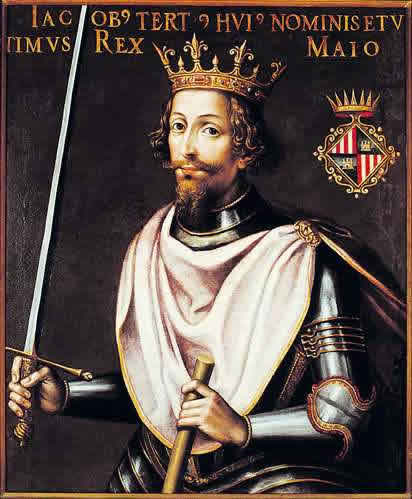
Хайме III Смелый

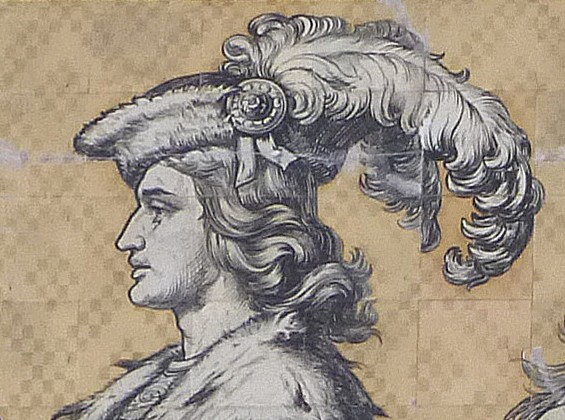
Фридрих II

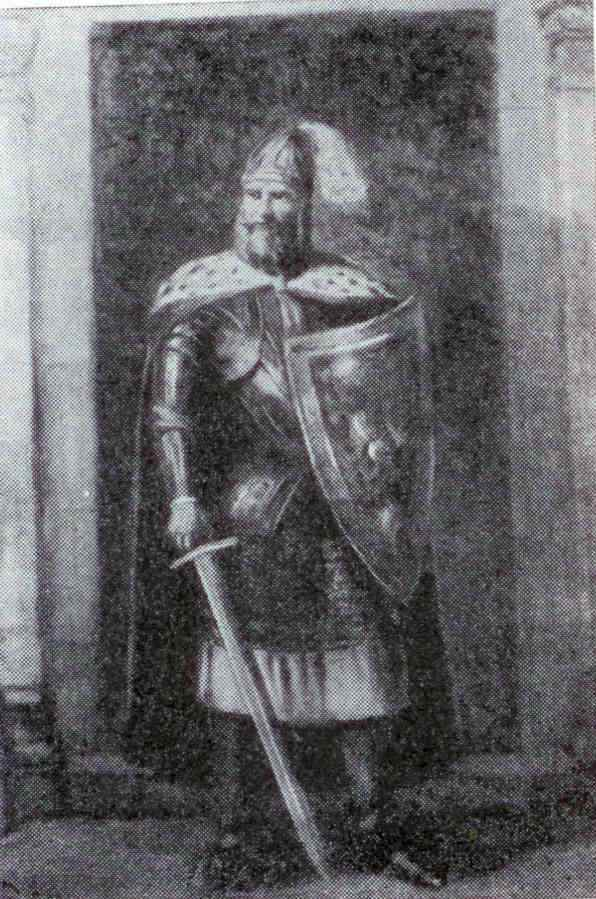
Дмитрий Детько

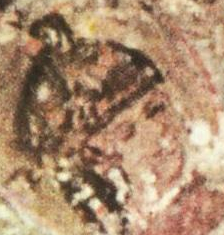
Иван Асень IV

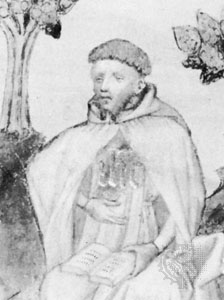
Ричард Ролл Де Хэмпол

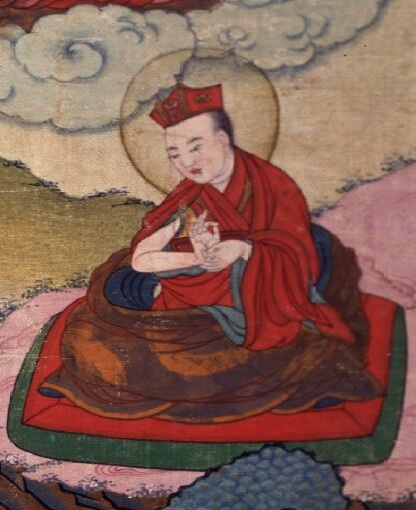
Кедруп Драгпа Сенге

В этой статье представлен список известных людей, умерших в 1349 году.
См. также: Категория:Умершие в 1349 году

## Январь
- 24 января — Лукино Висконти — представитель дома Висконти, правитель Милана (1339—1349) (совместно со своим братом Джованни), вероятно отравлен женой.

## Февраль
- 8 февраля — Хью ле Диспенсер — 2/4-й барон ле Диспенсер (1338—1349), 1-й лорд Гламорган (1338—1349).
- Людовик II Савойский, барон де Во (с 1302).

## Март
- 1 марта — Ибн Шуайб[англ.] — марокканский учёный в области медицины, алхимии, ботаники, астрономии, математики, поэт и писатель
- 6 марта — Димитрий[англ.] — сербский магнат, великий челник
- 20 марта — Гильом Махе[фр.] — епископ Сен-Мало (1348—1349)
- 21 марта:
  - Александр Суслин[англ.] — один из самых важных талмудистов своего времени, раввин в Кёльне, затем в Франкфурте-на-Майне, погиб в Эрфуртской резне;
  - Елизавета Сицилийская — дочь короля Сицилии Федериго II, герцогиня-консорт Баварии (1328—1349), жена Стефана II.
- Кьясва Сикайна[англ.] — царь Сикайна (1339—1349)

## Апрель
- 8 апреля — Уильям де Хоксворт[англ.] — канцлер Оксфордского университета (1349)
- 21 апреля — Гуидо да Байсио I[итал.] — епископ Реджо-Эмилии (1312—1329), епископ Римини (1329—1332), епископ Феррары (1332—1349)

## Май
- 18 мая — Роберт Буршье — первый барон Буршье (1342—1349), главный юстициарий Ирландии (1334), Лорд-канцлер Англии (1340—1341) (первый мирянин на этом посту.); умер от чумы.
- 20 мая — Джон де Уффорд[англ.] — лорд-хранитель Малой печати (1342—1344), лорд-канцлер (1344—1349), архиепископ Кентерберийский (1348—1349); умер от чумы
- 31 мая:
  - Роберт де Эглсфилд[англ.] — капеллан королевы Англии Филиппы Геннегау, основатель Куинз-колледж (Оксфорд) (1341);
  - Томас Уэйк — 2-й барон Уэйк из Лидделла (1300—1349).

## Июнь
- 8 июня — Джон Поултни[англ.] — крупный английский предприниматель и владелец недвижимости, мэр Лондона (1331, 1332, 1334 и 1336), вероятно умер от чумы
- 13 июня:
  - Жан IV де Прес[англ.] — епископ Турне (1342—1349); умер от чумы;
  - Джон Уиллоуби, английский аристократ, 2-й барон Уиллоуби де Эрзби (1317—1349).
- 14 июня — Гюнтер фон Шварцбург — антикороль Германии (1349); умер, вероятно, от чумы
- 23 июня — Пьер Бертран[фр.] — епископ Невера (1320—1322), епископ Отёна (1322—1331), кардинал-священник San Clemente (1331—1349), кардинал-протопресвитер (1348—1349)

## Июль
- 3 июля — Элис Комин (60) — графиня Бухан (последняя в роду) (1334—1339), жена Генри де Бомона.
- 4 июля — Иуда бен Ашер[англ.] (79) — германский талмудист, позднее раввин Толедо, сын Ашера бен Иехиэль, брат Яакова Бен-Ашер
- 7 июля — Джоан Ланкастерская — английская аристократка, дочь Генри Плантагенета, 3-го графа Ланкастер, баронесса-консорт Моубрей (1327—1349), жена Джона Моубрея, 3-го барона Моубрей
- 14 июля — Александр де Бикнор[англ.] — архиепископ Дублина (1317—1349)
- 21 июля:
  - Генри Хасси, 2-й барон Хасси[англ.] — барон Хасси (1332—1349);
  - Джон ле Стрейндж — 2-й барон Стрейндж из Блэкмера (1324—1349).
- 25 июля:
  - Изабель де Верден, баронесса Феррерс из Гроби[англ.] — жена Генри Феррерса, 2-го барона Феррерс из Гроби (1328—1343); умерла от чумы;
  - Фульк де Шанак[англ.] — епископ Парижа (1342—1349); умер от чумы.
- 29 июля — Роджер ле Стрейндж (47), английский аристократ, 4-й барон Стрейндж из Нокина (1323—1349).
- Уильям де Сен Пол[англ.] — епископ Мита (1327—1349)

## Август
- 6 августа — Вульстан Брансфорд[англ.] — епископ Вустера (1327, 1339—1349)
- 14 августа — Варлам Юлих[англ.] — архиепископ Кёльна и герцог Вестфалии (1332—1349)
- 26 августа — Томас Брадвардин — английский философ, математик и механик, архиепископ Кентерберийский (1349); умер от чумы.
- 30 августа — Фульк ле Стрейндж, английский аристократ, 3-й барон Стрейндж из Блэкмера (1349).

## Сентябрь
- 3 сентября — Ламберто Балдуино из Чекки[итал.] — епископ Брешии (1344—1349).
- 7 сентября:
  - Маргарита Люксембургская (14) — дочь будущего императора Священной Римской империи Карла IV, королева-консорт Венгрии (1342—1349), жена короля Людовика I Великого;
  - Маргарет Одли, английская аристократка, 2-я баронесса Одли в своём праве (suo jure) (1347—1349).
- 11 сентября — Бонна Люксембургская (34) — дочь графа Люксембурга и короля Чехии Иоганна Люксембургского, герцогиня-консорт Нормандии, графиня-консорт Анжу и графиня-консорт Мэна (1332—1349), жена будущего короля Франции Иоанна II Доброго, мать короля Франции Карла V Мудрого; умерла от чумы.
- 28 сентября — Екатерина Австрийская (29) — дочь герцога Австрии Леопольда I, жена сеньора де Куси Ангеррана VI де Куси (1338—1346), жена бургграфа Магдебурга графа фон Хардегга (1348—1349), умерла от чумы
- 29 сентября — Маргарет Уэйк — графиня-консорт Кент (1325—1330) как жена Эдмунда Вудстока, 1-го графа Кент, баронесса Уэйк из Лидделла (1349): умерла от чумы.
- 30 сентября — Ричард Ролл Де Хэмпол — английский монах, мистик и аскет, святой англиканской церкви.

## Октябрь
- 2 октября — Гийом де Шармон[фр.] — епископ Лизьё (1336—1349)
- 3 октября — Иоганн Хаке[нем.] — немецкий врач, епископ Вердена (1331—1342), епископ Фрайзинга (1341—1349)
- 6 октября — Жанна (Иоанна, Хуанна) II Французская (37) — дочь короля Франции Людовика X, королева Наварры (1328—1349), графиня Шампани и Бри, графиня де Мортен, графиня д'Ангулем (1318/1336—1343); умерла от чумы
- 23 октября — Николай де Лира — французский средневековый церковный деятель, богослов, проповедник и толкователь Библии, преподаватель, один из крупнейших духовных писателей и комментаторов своего времени.
- 25 октября — Хайме III Смелый (34) — последний король Мальорки, граф Руссильона, граф Сердани (1324—1344), князь Ахеи (1315—1349); погиб в битве при Льюкмайоре.
- 29 октября — Бернар Ле Брён[фр.] — епископ Пюи (1327—1342), епископ Нуайона (1342—1347), епископ Осера (1347—1349)
- 31 октября — Эимерик де Шалю[итал.] — архиепископ Равенны (1322—1332, епископ Шартра (1332—1342), кардинал-священник Santi Silvestro e Martino ai Monti (1342—1349)
- Готье Жанно[фр.] — французский разбойник; повешен

## Ноябрь
- 18 ноября — Фридрих II (38) — маркграф Мейсена и ландграф Тюрингии (1323—1349).
- 23 ноября — Кэтрин Грандисон — графиня-консорт Солсбери (1337—1344) и королева-консорт Мэна (1333—1344), жена Уильяма Монтегю, 1-го графа Солсбери, вероятно, женщина из-за которой Эдуард III создал Орден подвязки.
- Нората Минай[англ.] — царь Сикайна (1349).

## Декабрь
- 15 декабря — Жан Дивиту[фр.] — местночтимый бретонский святой, покровитель бедных; умер от чумы
- 22 декабря — Лопе Фернандес Пачеко — португальский аристократ
- 31 декабря — Герман из Праги[нем.] — епископ Вармии (1337—1349)

## Дата неизвестна или требует уточнения
- Абу Хафс Умар II, тринадцатый правитель государства Хафсидов в Ифрикии (1346-1349), двенадцатый халиф Хафсидов.
- Аньоло ди Вентура[нем.] — итальянский архитектор и скульптор
- Альбрехт II фон Регенштейн[нем.] — граф Регенштейн, обвинённый как граф-грабитель; убит наёмными убийцами
- Анри де Вьеннуа[англ.] — епископ Меца (1319—1324)
- Ахмад бин Али аль-Фатхи[англ.] — имам Йемена (1329—1349)
- Гвидо да Виджевано[англ.] — итальянский врач и изобретатель
- Георгий Витовтович — литовский князь, воевода великого князя литовского Ольгерда, его наместник в Пскове; погиб в бою с немцами.
- Джон Дамблтон, английский математик, философ и логик.
- Дмитрий Детько — галицкий воевода и знатный боярин в правление Юрия ІІ Болеслава и Дмитрия-Любарта, в 1340-х годах возглавлял боярское правительство Галицкого княжества, имел звание «провизора или управляющего Русской земли». После его смерти польский король Казимир ІІІ, заручившись нейтралитетом татар, в 1349 году захватил Галицкое княжество.
- Джон Л’Арчерс[англ.] — лорд-канцлер Ирландии (1342—1344); умер от чумы
- Драгоннет де Монтабан[фр.] — епископ Сен-Поль-Труа-Шато (1307/1310—1328), епископ Гапа (1328—1349).
- Ибн Аль-Варди[англ.] — арабский историк и географ
- Ибн аль-Яйаб[англ.] — мувалладский государственный деятель и поэт насридской Гранадского эмирата
- Ибн Луюн[фр.] — андалузский поэт и агроном
- Иван Асень IV — царь Болгарии (соправитель) (1335—1349); погиб в битве с турками
- Исмаил Куреши аль-Хашми[англ.] — один из первых исламских проповедников в районе Аллахабада, мусульманский святой.
- Джон Клин, ирландский хронист, монах-францисканец, автор «Анналов Ирландии до 1349 года».
- Кедруп Драгпа Сенге[нидерл.] — тибетский буддийский мастер медитации и учёный линии Кагью, первый Шамарпа (1284—1349)
- Кудзё Мичинори[англ.] — японский государственный деятель, кампаку (1342).
- Пьер де Эссартс[фр.] — французский буржуа, финансовый советник королей Франции Филиппа V, Карла IV и Филиппа VI; умер от чумы
- Пьетро деи Файтинелли[итал.] — итальянский поэт
- Раймондо Перальта[итал.] — первый граф Кальтабеллотта, барон из Перальты, арагонский адмирал, канцлер королевства Сицилия.
- Роберт I, сеньор (с 1318/1328), первый виконт Юзеса (с 1328).
- Роберт Холкот[англ.] — английский доминиканский схоластическим философ, теолог и влиятельный библейский учёный.
- Роберт де Хеммингбург[англ.] — мастер рулонов в Ирландии (1337—1346)
- Роберто де Барди[итал.] — французский богослов, ректор (канцлер) Сорбонны (1332—1349).
- Йоханнес Роде — хронист Любека.
- Сенуччио дель Бене[итал.] — итальянский поэт
- Сэйи[англ.] — король Тюдзана (1337—1349)
- Уголино ди Нерио — итальянский художник. Дата смерти предположительна.
- Уильям Рамси[англ.] — английский архитектор
- Фирмин де Кокерель[фр.] — канцлер Франции (1347—1349), епископ Нуайона (1348 —1349)
- Хамдаллах Казвини — иранский историк, географ и поэт периода Хулагуидов.
- Хасан II Баванди[англ.] — последний представитель династии Баванди в Табаристане (1327—1349); убит
- Хикоширо Садамунэ[англ.] — один из лучших японских оружейников
- Шихабуддин аль-Умари — арабский учёный, географ, историк, энциклопедист.